# تري باركر
تري باركر (بالإنجليزية: trey parker) هو كاتب وممثل وكوميدي حائز على 4 جوائز ايمي وقد شارك في تاسيس المسلسل الأمريكي الكرتوني (ساوث بارك) مع صديقه من الجامعة مات ستون.

## البداية
بدا وهو في الجامعة بصنع حلقة تسمى Jesus vs. Frosty. كانت تتضمن كل شخصيات المسلسل ساوث بارك وحازت على شهرة واسعة في الإنترنت كونها من أوائل اللقطات التي اشتهرت في الإنترنت كانت بداية نجاحه من خلال فيلم قصير يسمى Cannibal! The Musical صنعه وهو في الجامعة مع 3 اصدقاء من ضمنهم مات ستون من هناك بدأ في صنع كركاتير عن طريق القص واللصق وكان النتاج أولى حلقات ساوث بارك بحلقة تسمى Jesus vs. Santa.

## الأصوات في ساوث بارك
باركر يؤدي معظم الأصوات في المسلسل (ستان مارش-اريك كارتمان-مستر غارسنون-جيمي المقعد-الشرطي باربردي)

## الأعمال الأخرى
عدى عن ساوث بارك قد قام تري بإخراج عدة افلام أخرى مثل تيم اميركا:ورلد بوليس وساوث بارك-الفيلم وقام بإنتاج الفلم الكوميدي اورغازمو.

## روابط خارجية
- تري باركر على موقع IMDb (الإنجليزية)
- تري باركر على موقع الموسوعة البريطانية (الإنجليزية)
- تري باركر على موقع روتن توميتوز (الإنجليزية)
- تري باركر على موقع مونزينجر (الألمانية)
- تري باركر على موقع ألو سيني (الفرنسية)
- تري باركر على موقع ميوزك برينز (الإنجليزية)
- تري باركر على موقع ميوزك برينز (الإنجليزية)
- تري باركر على موقع أول موفي (الإنجليزية)
- تري باركر على موقع بوكس أوفيس موجو (الإنجليزية)
- تري باركر على موقع قاعدة بيانات برودواي على الإنترنت (الإنجليزية)